# Franz Liszt
Franz Liszt (Doborján, 22 de outubro de 1811 – Bayreuth, 31 de julho de 1886) foi um compositor, pianista, maestro, professor e terciário franciscano húngaro do século XIX. Seu nome em húngaro é Liszt Ferenc.
Liszt ganhou fama na Europa durante o início do século XIX por sua habilidade como pianista virtuoso. Foi citado por seus contemporâneos como o pianista mais avançado de sua época, e em 1840 ele foi considerado por alguns como o maior pianista de todos os tempos. Liszt foi também um compositor bem conhecido e influente, professor e maestro. Ele foi um benfeitor para outros compositores, incluindo Richard Wagner, Hector Berlioz, Camille Saint-Saëns, Edvard Grieg, Vianna da Motta e Aleksandr Borodin.
Como compositor, ele foi um dos representantes proeminentes da "Neudeutsche Schule" ("Nova Escola Alemã"). Deixou para trás um corpo extenso e diversificado de trabalho em que ele influenciou seus contemporâneos sobre o futuro e antecipou algumas ideias e tendências do século XX. Algumas de suas contribuições mais notáveis foram a invenção do poema sinfônico, desenvolvendo o conceito de transformação temática, como parte de suas experiências em forma musical e fazer rupturas radicais em harmonia. Ele também desempenhou um papel importante na popularização de uma grande variedade de música de transcrição para piano.

## Biografia

### Origem
Liszt nasceu em 21 de outubro de 1811 no vilarejo de Doborján (atual Raiding, Burgenland), então parte do Reino da Hungria, sob domínio Habsburgo, no comitato de Oedenburg. Foi batizado em latim com o nome "Franciscus", mas seus amigos mais próximos sempre o chamaram de "Franz", a versão alemã de seu nome. Era chamado de "François" em francês, "Ferenc", "Ferencz" ou "Ferentz" em húngaro; no seu passaporte de 1874, o nome registrado era "Dr. Liszt Ferencz".
A língua tradicional daquela região era o alemão, e apenas uma minoria sabia falar húngaro. Oficialmente, o latim era utilizado. Seu pai, Adam Liszt, tivera aulas em húngaro no ginásio de Pozsony, hoje Bratislava, mas ele não aprendeu quase nada. Apenas a partir de 1835 as crianças de Raiding passaram a ter aulas de húngaro na escola. O próprio Liszt era fluente em alemão, italiano e francês; também tinha um pequeno domínio de inglês, mas seu húngaro era muito precário. Nos anos de 1870, quando todos os habitantes da Hungria foram forçados a aprender húngaro, Liszt tentou aprendê-lo, mas desistiu depois de algumas aulas.
A nacionalidade de Liszt foi causa de muita intriga e discussão. De acordo com pesquisas, seu bisavô, Sebastian List, era um alemão que resolveu morar na Hungria no século XVIII. Como a nacionalidade de uma pessoa nascida na Hungria na época era herdada, seu avô e seu pai também seriam alemães.  Seguindo este raciocínio, Liszt também deveria ser considerado alemão. A mãe de Liszt, Anna Maria Liszt, era austríaca.
Quando perguntado sobre sua nacionalidade, Liszt sempre respondia com orgulho que era húngaro, mesmo sem sequer falar a língua; durante toda sua vida usou seu passaporte húngaro para viajar. Isto fez com que ainda hoje a maioria pense que ele era integralmente húngaro.

## Início da vida

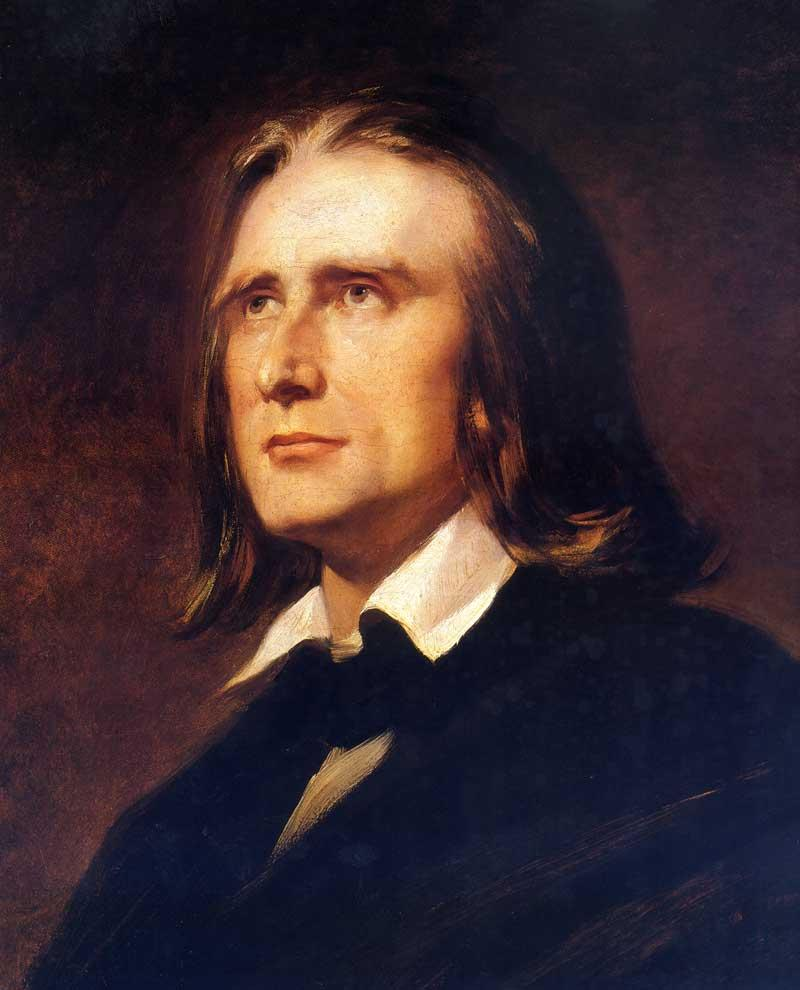
Retrato de Liszt (1856) por Wilhelm von Kaulbach

Era sonho do próprio Adam Liszt se tornar músico. Estudara piano, violino, violão e violoncelo. Enquanto estudava filosofia na Universidade de Pressburg, estudou instrumentação com Paul Wigler; infelizmente, devido à sua falta de recursos financeiros, teve de desistir dos estudos. Logo no dia 1° de janeiro de 1798, ele passou a trabalhar para o Príncipe Nikolaus II Esterházy. Entre 1805 e 1808, ele trabalhou em Einsenstadt, onde o Príncipe Esterházy tinha uma casa de férias com uma orquestra. Até 1804 essa orquestra foi regida por Franz Joseph Haydn, e a partir desta data até 1811, por Johann Nepomuk Hummel. Em várias ocasiões, Adam Liszt tocou nela como segundo violoncelista. Em 13 de setembro de 1807, a orquestra executou a Missa em Dó maior de Ludwig van Beethoven, regida pelo próprio. Adam Liszt conhecia Haydn, Hummel e Beethoven. Para ele, os vienenses clássicos haviam atingido o mais alto nível de musicalidade.
Ao nascer, Franz Liszt recebeu pouca esperança de sobrevida. Sofria síncopes frequentes e chegou a tal ponto que um carpinteiro foi chamado para tirar suas medidas e preparar seu caixão. Contudo, acabou se curando.
O próprio Liszt, quando adulto e artisticamente maduro, dizia muitas vezes que as experiências musicais mais importantes da sua infância foram as performances de artistas ciganos. Porém, o repertório que ele teve de estudar era bem diferente da música dos ciganos. Uma carta de Liszt para o Príncipe Esterházy datada de 13 de abril de 1820, diz que ele havia comprado cerca de 8,800 páginas de partituras dos maiores mestres da música. Durante os 22 meses que se seguiram, Liszt já havia estudado as obras mais tecnicamente complexas de Johann Sebastian Bach, Wolfgang Amadeus Mozart, Muzio Clementi, Johann Baptist Cramer, dentre outros. Em outubro de 1820, no velho cassino de Sopron, ele participou de um concerto do violinista Baron van Praun. Na segunda parte do evento, Liszt tocou um concerto em Mi bemol maior de Ferdinand Ries, numa improvisação pessoal de muito sucesso.
Ainda criança, Liszt já se mostrava capaz de reproduzir apenas de memória horas de música tocadas pelo pai. Em novembro de 1820, Adam Liszt teve uma oportunidade ainda maior de mostrar ao público o dom de seu filho. Em Pressburg, a Dieta se encontrou pela primeira vez após um rompimento de 13 anos. Em 26 de novembro, Liszt deu um concerto para uma audiência de aristocratas e membros da alta sociedade. Um grupo de magnatas assegurou um pagamento anual de 600 gulden durante seis anos para que o garoto pudesse estudar no exterior.
Adam Liszt já havia pedido ajuda ao Príncipe Esterházy em 4 de agosto de 1819 para educar seu filho. Nessa petição, ele estimou um gasto anual que ficaria entre 1 300 e 1 500 Gulden. Ele não esperava que o príncipe fosse pagar essa quantia, mas também pediu uma posição em Viena. Assim, Adam poderia ganhar dinheiro por conta própria enquanto seu filho teria aulas com um grande mestre do piano. A petição foi apoiada por Hofrat Johann von Szentgály, um oficial. Mas como não havia vagas para o trabalho em Viena, a petição foi negada pelo príncipe. Os 600 Gulden oferecidos pelos magnatas em novembro de 1820 eram insignificantes comparados aos gastos anuais num total de 1 500 Gulden. Nada aconteceu pelos próximos 18 meses. Em 6 de maio de 1822, Adam Liszt pediu por uma petição um ano de ausência. Quando o príncipe aceitou esta, Adam Liszt já havia vendido tudo que ele possuía em Raiding. Em 8 de maio de 1822, a família Liszt foi para Viena.

## Liszt na sua juventude

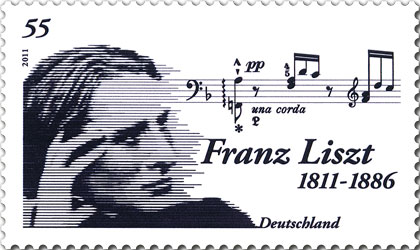
Selo alemão emitido em 2011 em comemoração aos 200 anos de nascimento do compositor

Em Viena, o jovem Liszt frequentou aulas de piano com o grande Carl Czerny, que fora aluno de Beethoven em sua juventude. Czerny comentou, em seu livro de memórias, que ficou impressionado com o talento de Liszt ao piano, mas que o garoto não tinha qualquer conhecimento de dedilhados apropriados, e seu jeito de tocar era caótico. Czerny mostrou a Liszt algumas das sonatas mais fáceis de Muzio Clementi e mandou tocá-las. Liszt tocou-as sem qualquer dificuldade, mas não entendia que tinha de trabalhar nos detalhes da execução e da expressividade. O professor e seu aluno também tinham opiniões diferentes quanto a dedilhados usados para as obras tocadas. Há boatos de que ele, numa tentativa de escapar das aulas de piano, escreveu dedilhados complexos e difíceis para as obras e os mostrou ao seu pai, alegando que eles haviam sido escritos por Czerny. Havia se tornado óbvio que Czerny não tinha noção do que mandava seus alunos fazer, e por isso Liszt deveria parar de ter aulas com ele. Mas logo depois, Adam Liszt conversou com Czerny e seu filho, e as aulas prosseguiram.
Liszt foi então ouvido em círculos privados. Sua estreia em Viena foi em 1° de dezembro de 1822, em um evento musical na "Landständischer Saal", Liszt tocou um concerto em Lá menor de Hummel e também fez uma improvisação sobre uma ária da ópera Zelmira de Gioachino Rossini e também o allegretto da Sinfonia No. 7 de Beethoven. Em 13 de abril de 1823, ele deu um famoso concerto na "Kleiner Redoutensaal". Dessa vez, tocou um concerto em Si menor de Hummel, Variações de Moscheles e uma improvisação dele mesmo.
A partir de julho de 1822 Liszt passou a ter aulas de composição com Antonio Salieri, o último professor de Beethoven. De acordo com uma carta deste ao Príncipe Esterházy datada de 25 de agosto de 1822, até então ele havia introduzido Liszt a alguns elementos da teoria musical, sendo que mais aulas viriam depois destas. Visto que os admiradores de Liszt o tratavam como um prodígio, Salieri sabia que havia aceitado uma tarefa nada fácil.
Na mesma época, a família Liszt conheceu Anton Felix Schindler, amigo de Beethoven por meio do qual o garoto via uma chance de conhecer seu ídolo. Schindler conseguiu o encontro, mas Beethoven, à altura já lutando contra a surdez e a pobreza, pouco se interessou em conhecer o húngaro. Contudo, em 13 de abril de 1823, Beethoven compareceu a um concerto de Liszt e, ao final da sua apresentação, beijou a testa do garoto.

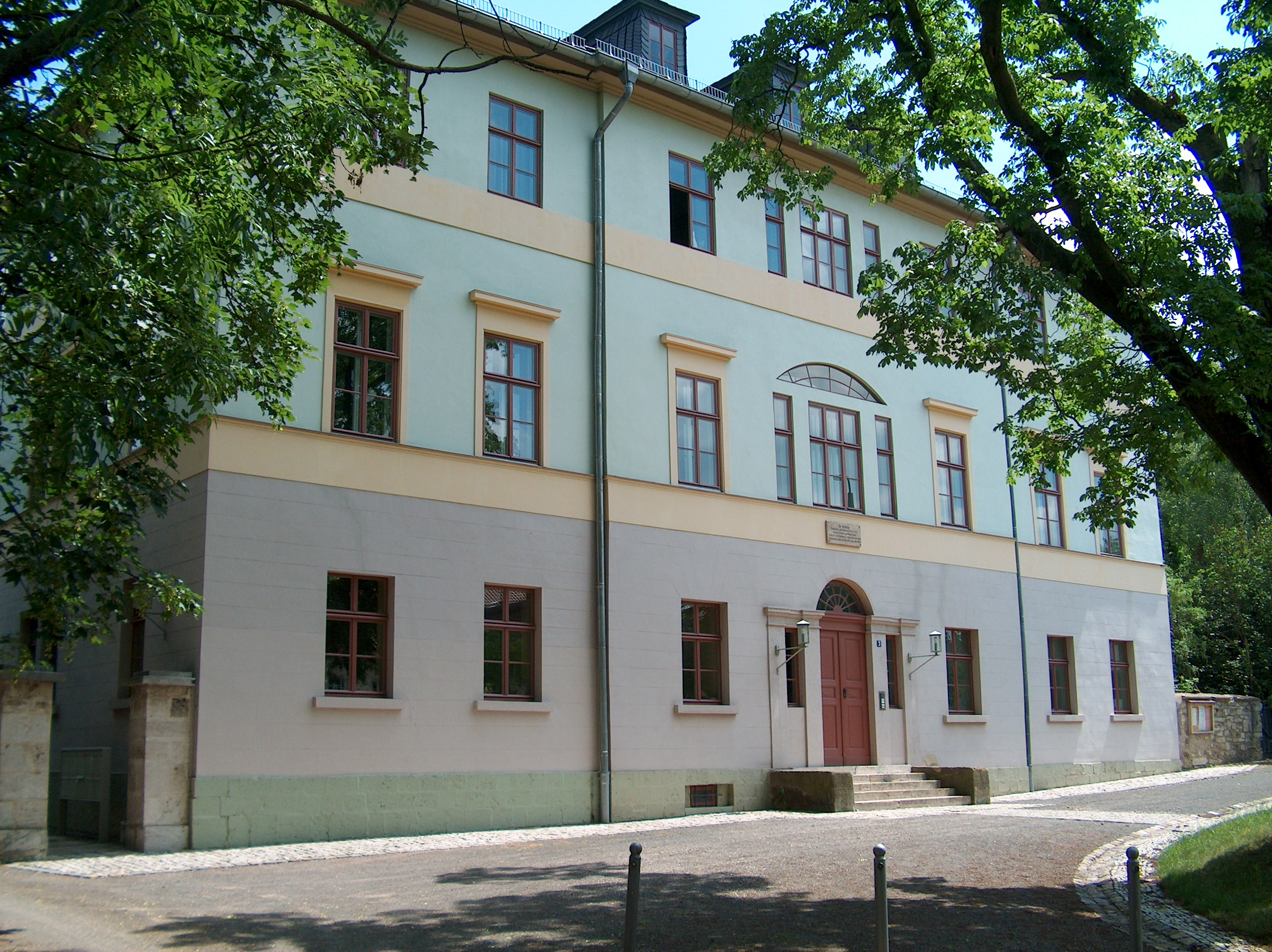
Altenburg, residência de Franz Liszt em Weimar, entre 1848–1861, época na qual compôs os seus primeiros doze poemas sinfónicos.

Na primavera de 1823, quando o ano de ausência concedido a Adam Liszt estava chegando ao fim, este pediu em vão ao príncipe mais dois. Adam mais tarde pediu demissão ao príncipe, e no fim de abril de 1823, a família voltou pela última vez à Hungria. Liszt deu concertos em Pest nos dias 1° e 24 de maio. Também participou de concertos nos dias 10 e 17 de maio no "Königliches Städtisches Theater" e em 19 de maio na "Vergnügliche Abendunterhaltung". Neste último evento, Liszt tocou um arranjo para piano da Marcha de Rackózy, algumas danças húngaras e peças de Antal Csermák, János Lavotta e János Bihari. No fim do mês, a família retornou a Viena.
Ao final de 1823, os Liszt foram a Paris tentar fazer o garoto entrar no conservatório de Paris e conseguiram uma reunião com o diretor da instituição, que encerrou o sonho deles ao informá-los de que apenas franceses poderiam estudar lá. Em 1827, seu pai adoeceu e morreu no dia 28 de agosto, alertando o filho em suas últimas palavras de que ele seria dominado pelas mulheres em sua vida.
Liszt conheceu sua primeira paixão logo após a morte do pai: Carolina de Saint-Cricq, sua aluna, que o correspondeu a princípio. Sua mãe, ciente da relação, morreu pouco tempo depois e alertou o marido sobre o amor da filha. O conde, então, tratou de informar Liszt que um noivo (o conde de Artigaux) já havia sido selecionado para sua filha. O músico nunca mais voltou ao palácio da família.
Liszt tinha tentado escrever sua Sinfonia Revolucionária já em 1830, mas no início da sua vida adulta centrou seus interesses principalmente em sua carreira como intérprete. Em 1847, Liszt era famoso na Europa como um virtuoso pianista. A "Lisztomania" percorria toda a Europa, e a carga emocional dos seus recitais converteram os concertos em "algo místico em vez de serem eventos musicais sérios", e a reação de muitos ouvintes poderia ser descrita como histérica.

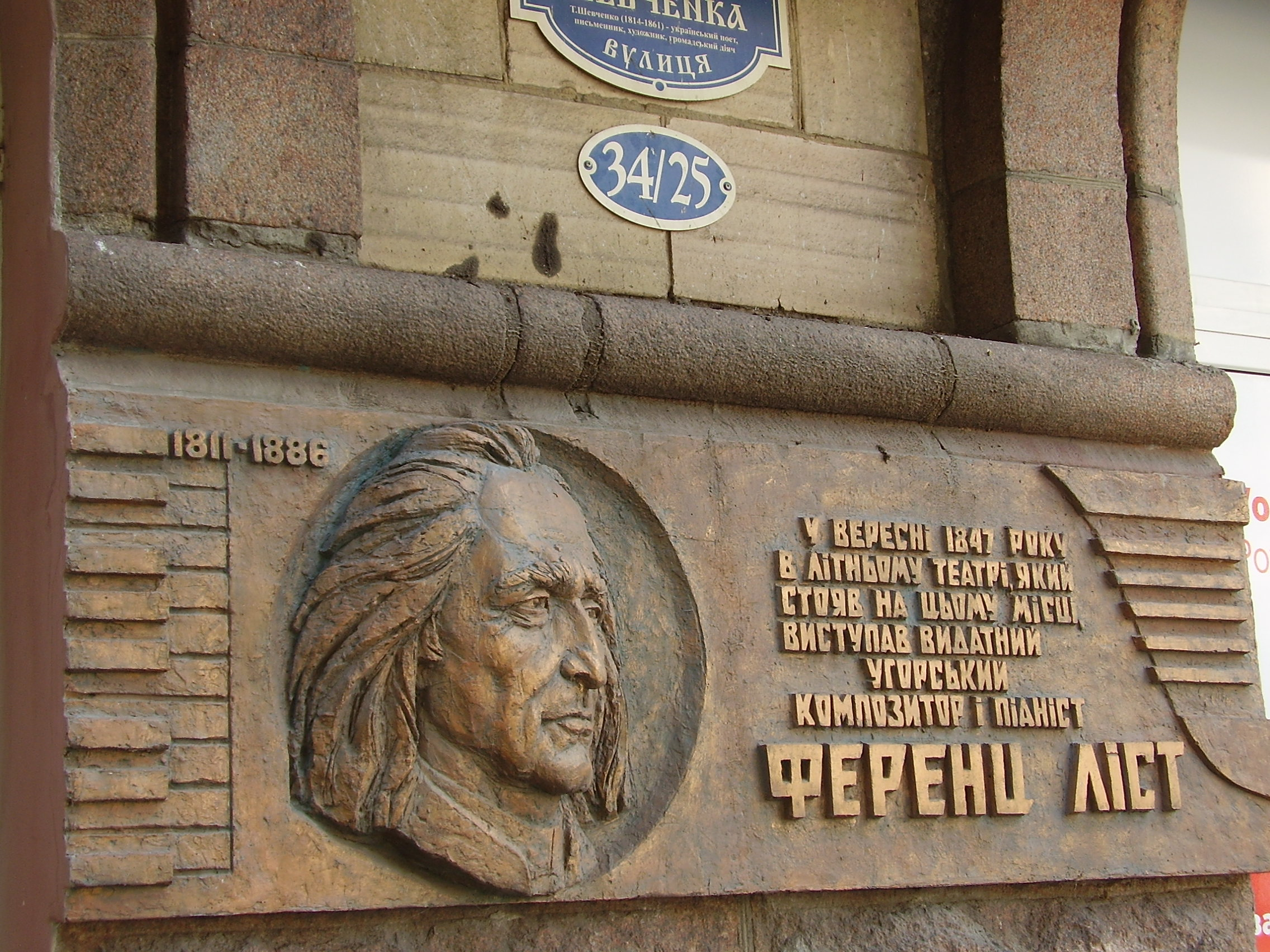
Placa memorial no local de sua apresentação, Kropyvnytsky, Ucrânia

O musicólogo Alan Walker afirma que "Liszt era um fenómeno natural e a gente era dominada por ele… Com a sua cativante personalidade, a sua larga melena de cabelo solto criou uma encenação assombrosa. Havia muitos testemunhos para declarar que a sua interpretação tinha melhorado realmente o estado de ânimo da audiência a um nível de êxtase místico". Os pedidos para realizar concertos «aumentaram exponencialmente» e «cada aparição pública provocava a procura de outra dúzia». Liszt desejava compor música, como trabalhos orquestrais a grande escala, mas acabava por não ter tempo para isso devido às suas viagens como virtuoso do piano. Em Setembro de 1847 Liszt deu o seu último recital público como artista contratado, e anunciou a sua retirada do circuito de concertos, instalando-se em Weimar, onde tinha sido Kapellmeister honorífico em 1842, para trabalhar em suas composições.

## Relação com Marie Duplessis
Liszt era famoso não apenas por suas composições, mas também pelos vários amores que teve por toda a vida. Sendo um dos mais ardentes, apesar de breve, o relacionamento com Marie Duplessis. A paixão do casal teve início no saguão de um teatro parisiense, em meados de 1845, logo após o término com Alexandre Dumas Filho. Jules Janin fez o seguinte relato a respeito do primeiro encontro de Liszt com Duplessis:
De cabeça erguida, ela abriu caminho por entre a multidão atônita, e ficamos surpresos, Liszt e eu, quando ela se aproximou e sentou-se familiarmente no banco ao nosso lado, pois nenhum de nós jamais havia falado com ela. Era uma mulher de inteligência, bom gosto e bom senso. Começou se dirigindo ao grande músico; disse-lhe que o ouvira recentemente e que ele a havia realizado um sonho... e assim conversaram durante todo o terceiro ato do melodrama...
Há rumores de que Franz Liszt tenha sido o grande amor da vida de Marie Duplessis.

## Relação com a Princesa Carolyne zu Sayn-Wittgenstein

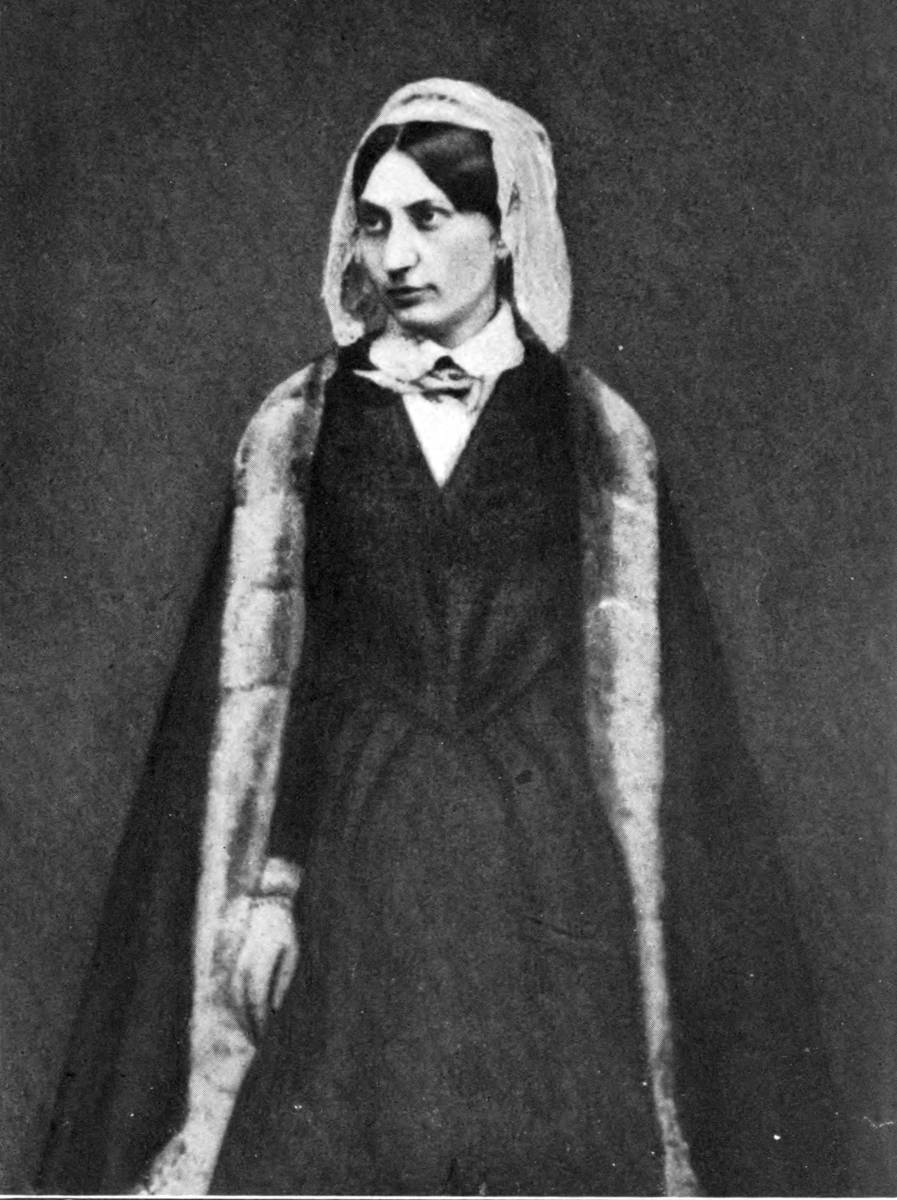
A Princesa Carolyne zu Sayn-Wittgenstein em 1847

A Princesa Carolyne zu Sayn-Wittgenstein nasceu em 1819 e morreu em 8 de março de 1887 em Roma, e ficou conhecida por sua dedicação a Franz Liszt, com quem se reuniu em Kiev em 1847, durante uma de suas turnés. O encontro correspondeu ao desejo de Liszt de parar qualquer composição orquestral.
O grão-duque de Weimar tinha oferecido a Liszt um cargo de prestígio de Kapellmeister, e a princesa juntou-se a ele em fevereiro de 1848, vivendo juntos durante muitos anos. Carolyne era então, independente do seu marido já há algum tempo.
A Igreja Católica Romana eventualmente quis que a princesa casasse com Liszt e regularizasse sua situação, mas por ela estar ainda casada e o marido estar ainda vivo, a princesa teve que convencer as autoridades católicas de que seu casamento tinha sido inválido. Em setembro de 1860, depois de um intrincado processo, foi temporariamente bem sucedida. Estava previsto seu casamento em Roma, em 22 de outubro de 1861, no dia do 50º aniversário de Liszt. Este, tendo chegado a Roma em 21 de outubro de 1861, descobriu que a princesa, no entanto, era incapaz de se casar com ele, pois aparentemente, tanto o marido dela quanto o Czar da Rússia conseguiram revogar a permissão para o matrimónio no Vaticano.
O governo russo também apreendeu várias das suas propriedades, o que fez com que seu eventual casamento com Liszt, ou qualquer outro, fosse inviável. Além disso, o escândalo teria prejudicado seriamente a sua filha, claramente a razão principal pela qual o príncipe pôs fim ao casamento agendado. Posteriormente, seu relacionamento com Liszt tornou-se uma companhia platónica, especialmente depois dele ter recebido ordens menores na Igreja Católica e se tornar abade.
O casal aumentou a influência da música na cidade convidando muitos músicos, incluindo várias vezes Hector Berlioz, que conversou com a princesa em correspondência nos anos de 1852–1867. Ela foi especialmente encorajadora para que Berlioz escrevesse Les Troyens, dedicada a Virgílio Divo, mas também à Princesa Carolyne Sayn-Wittgenstein.
O escândalo causado por Liszt frequentar a casa de uma mulher casada contribuiu depois para que mudassem para a Itália em 1860. Eles não eram casados, pois a princesa não começou um divórcio. A sua permanência durou cerca de quarenta anos. Faleceram com oito meses de diferença, o que fez deles um par lendário, como George Sand e Alfred de Musset. Franz Liszt morreu em 31 de julho de 1886, em Bayreuth, na Baviera. Seu corpo foi sepultado no cemitério de Alter Friedhof, na mesma cidade.

## Principais obras

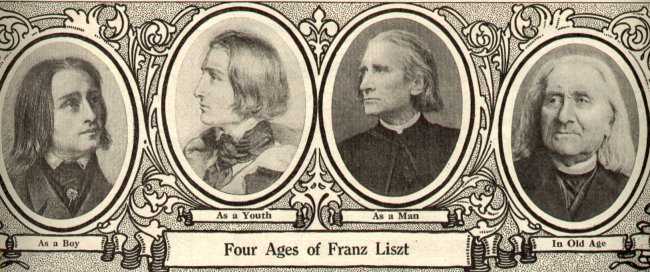
Franz Liszt em quatro períodos de sua vida

Liszt foi o criador do poema sinfônico, muito popular no século XIX. No campo da música sacra, salientam-se as 4 oratórias: S.  Isabel, S. Stanislaus (incompleta), Christus, e a vanguardista Via Crucis. Escreveu duas sinfonias, a Sinfonia Dante, inspirada na Divina Comédia de Dante Alighieri, e a Sinfonia Fausto, composta por diferentes quadros que caracterizam as personagens de Fausto, do escritor romântico alemão Goethe.
Liszt também escreveu inúmeros lieder e peças para música de câmara, das quais se devem destacar as peças para violino e piano.
A sua Sonata em Si menor, apesar de não ter agradado a Johannes Brahms, que disse ter adormecido durante a sua execução, é provavelmente sua obra de maior vulto. Também muito populares são suas rapsódias húngaras para piano. A Rapsódia n.º 2, a mais conhecida delas, tornou-se muito popular até como trilha sonora de desenhos animados. No compêndio de peças para piano como Liebesträume ("Sonhos de Amor"), produzida a partir de poemas de Ludwig Uhland e Ferdinand Freiligrath, destaca-se a peça No. 3, conhecida como "Liebestraum".
Suas principais obras são: 19 Rapsódias Húngaras para Piano, (posteriormente orquestradas), 12 Estudos de Execução Transcendental, Sonata em Si menor, Sinfonia Fausto, Sinfonia Dante, Concerto para Piano No. 1, Concerto para Piano No. 2, Valsa Mephisto No. 1, Liebesträume No. 3, Poemas Sinfónicos e La Campanella. 

## Instrumentos
Sabe-se que Franz Liszt utilizou pianos Boisselot na sua digressão por Portugal e, mais tarde, em 1847, numa digressão por Kiev e Odessa. Liszt mantinha o seu piano Boisselot na Vila Altenburg, a sua residência em Weimar. Liszt expressou a sua devoção a este instrumento na sua carta dirigida a Xavier Boisselot, em 1862: “Embora as teclas estejam quase esgotadas pelas batalhas travadas nelas pela música do passado, do presente e do futuro, eu jamais concordarei em mudá-las, e decidi mantê-las até o fim dos meus dias, como um querido colega de trabalho”. Este instrumento não está em condições de ser utilizado. Em 2011, a pedido de Klassik Stiftung Weimar, o construtor de pianos Paul McNulty construiu uma réplica deste piano Boisselot que está agora em exposição com o instrumento de Liszt. Entre os pianos do compositor existem também o piano Érard, o “Alexandre” que combina um piano e uma fila de tubos de órgão e que se encontra no Museu Histórico de Gothenberg, um piano Bechstein e o piano de cauda Broadwood de Beethoven.

### Gravações
- Riko Fukuda, Tomias Koch. Chopin, Mendelssohn, Moscheles, Hiller, Liszt. Grand duo Œuvres pour duo de pianofortes. Conrad Graf fortepian 1830, 1845
- Pascal Mantin. Franz Liszt. “Un Sospiro”. 1880 Erard fortepian
- Patrick Schneyder. Franz Liszt. Mazeppa. Early piano series. CD 10. Pleyel 1846 fortepian. Alpha Classics